# Przystąpienie do długu
Przystąpienie do długu (kumulatywne przystąpienie do długu) - przyjęcie przez osoby trzecie odpowiedzialności za dotychczasowe zobowiązania dłużnika. Osoba ta nie zastępuje dłużnika (najczęściej kredytobiorcy), lecz występuje wraz z nim solidarnie jako współdłużnik. 
Przystąpienie do długu następuje na skutek umowy zawartej z wierzycielem, najczęściej jest nim bank. Z kolei ustawowe przystąpienie do długu zachodzi w przypadku nabycia całości lub części przedsiębiorstwa.
Konstrukcja umowy jest tworem praktyki i nie posiada szczególnej regulacji w polskim prawie cywilnym, w przeciwieństwie do przejęcia długu, określanego czasem jako zwalniające przystąpienie do długu.
Przystąpienie do długu może stanowić zabezpieczenie wierzytelności banku, pod warunkiem, że dług istnieje. W związku z tym przystąpienie do długu nie może być zabezpieczeniem wierzytelności przyszłych lub warunkowych (np. kredytów jeszcze nie udzielonych, gwarancji bankowych). Nie można też przystąpić do długu przedawnionego. Nie jest możliwe też przystąpienie do długu wekslowego.
Przystąpienie do długu nie jest czynnością bankową według prawa bankowego. Przystępujący do długu odpowiada wprawdzie jak kredytobiorca, jednak umowa przystąpienia do długu nie jest umową kredytową.